# Internato médico
O internato médico corresponde a uma das etapas obrigatórias do curso de graduação em Medicina, durante a qual o estudante é submetido a um modelo de ensino em serviço inserido em unidades de saúde, sob a supervisão docente ou de um preceptor.
No Brasil, os primeiros treinamentos em serviço durante a formação médica parecem ter surgido na década de 1940, com a reorientação do currículo para um modelo inspirado no das escolas dos Estados Unidos da América. Apenas em 1969, houve a oficialização do internato médico com período prático obrigatório para a conclusão do curso de Medicina.
Os cenários de ensino-aprendizagem podem ser instituições próprias ou conveniadas à instituição de ensino superior (IES). Nestes espaços, os internos devem ser integrados ao corpo de colaboradores para vivenciarem um treinamento através da experiência real de trabalho e assistência. Devem estar sempre supervisionados por docentes ou pelos preceptores de ensino, que precisam ser dotados de formação ou experiência na área de atuação.
Atualmente, as Diretrizes Curriculares Nacionais (DCNs) de 2014 para a graduação em Medicina, no Brasil, estabelecem que a carga horária do internato deve compor 35% da carga horária total do curso. Destas horas, pelo menos 30% devem ser executadas em serviços das redes de Urgência e Emergência e de Atenção Primária à Saúde, sendo o tempo maior destinado a esta última, cujas atividades ficam sob a coordenação da Medicina de Família e Comunidade. Os 70% restantes deverão ser divididos entre atividades práticas de Clínica Médica, Cirurgia, Ginecologia e Obstetrícia, Pediatria, Saúde Coletiva e Saúde Mental, não excedendo o máximo de 20% por estágio.
O Colegiado do Curso de Graduação em Medicina poderá autorizar, no máximo 25% da carga horária total estabelecida para este estágio, a realização de treinamento supervisionado fora da unidade federativa, preferencialmente nos serviços do Sistema Único de Saúde, bem como em Instituição conveniada que mantenha programas de Residência credenciados pela Comissão Nacional de Residência Médica e/ou outros programas de qualidade equivalente em nível internacional.